# Hodofobia
La hodofobia es un miedo irracional o fobia a los viajes. La hodofobia no debe confundirse con la aversión a los viajes. La ansiedad aguda provocada por el viaje se puede tratar con ansiolíticos.  También se puede tratar con desensibilización sistemática y terapia cognitiva-conductual.

## Clasificación
La hodofobia es una fobia específica clasificada en el DSM-5 y la Clasificación Internacional de Enfermedades.

## Síntomas
Las personas con miedo a viajar sienten miedo o ansiedad intensa y persistente cuando piensan en viajar y / o durante un viaje.  Evitarán viajar si pueden, y el miedo, la ansiedad y la evitación causan una angustia significativa y dificultan su capacidad para funcionar.

## Causa
Las causas de la hodofobia y los mecanismos por los cuales se mantiene son a menudo complejos, como ocurre con muchas fobias.

## Diagnóstico
El diagnóstico es clínico.  A menudo es difícil determinar si la fobia específica de la hodofobia debe ser el diagnóstico primario, o si es un síntoma de un trastorno de ansiedad generalizada u otro trastorno de ansiedad.

## Gestión
La ansiedad aguda causada por el viaje se puede tratar con ansiolíticos.  La afección también se puede tratar con desensibilización sistemática que funciona mejor cuando se combina terapia cognitiva-conductual.  Los ejercicios de relajación y educación también pueden ser útiles en combinación con otros enfoques.

## Sociedad y cultura
Sigmund Freud, el famoso neurólogo y fundador del psicoanálisis, confesó en una serie de cartas que sufría por miedo a viajar. Utilizó el término "Reisenangst," que significa "miedo a viajar" en alemán.  Sin embargo, la ansiedad de Freud no era una fobia "verdadera".